# Gustav Bertram (Schauspieler)
Gustav Bertram (* 12. November 1887; † im 20. Jahrhundert) war ein deutscher Schauspieler.
Bertrams bekannteste Rolle war die des Sam Parker in Peter Voss, der Millionendieb. Bis in die 1950er Jahre war er in verschiedenen Nebenrollen des deutschen Films zu sehen. Einige seiner Filme wurden erst nach dem Zweiten Weltkrieg im Kino aufgeführt.

## Filmografie
- 1943/46: Peter Voss, der Millionendieb
- 1944/50: Verlobte Leute
- 1945: Das Leben geht weiter
- 1945: Der Fall Molander
- 1952: Wenn abends die Heide träumt
- 1954: Frau Holle
- 1955: Der Struwwelpeter
- 1955: Dornröschen

## Hörspiele (Auswahl)
- 1951: Günter Neumann: Wir gehen ins Theater: Salto mortale (Theatermitschnitt) Ein Problemstück mit Gesang und Tanz (Schmudicke, Bäckermeister) – Regie: Ernst Schröder, Hans Rosenthal (Öffentliche Veranstaltung – RIAS Berlin)
- 1952: Heinz Oskar Wuttig: Asternplatz (Preuss) – Regie: Hanns Korngiebel (Original-Hörspiel – RIAS Berlin)
- 1952: Paul Sarauw: Der kleine Napoleon – Regie: Werner Oehlschläger (Hörspielbearbeitung – RIAS Berlin)

Quelle: ARD-Hörspieldatenbank